# Chiesetta di San Lazzaro
La chiesetta di San Lazzaro si trova a 4 chilometri da Faenza, lungo la via Emilia in direzione Forlì. Attualmente la chiesa svolge la funzione di "Tempio ai caduti sulla strada" ed è visitabile solo su richiesta.
La chiesa fu costruita per la funzione di lazzaretto per i lebbrosi che entravano a Faenza. Venne edificata tra il XII e il XIII secolo e rappresenta un notevole esempio di architettura romanica.
Fu ristrutturata negli anni novanta del Novecento, in conseguenza di un incidente mortale in cui un autocarro vi si schiantò sfondando l'abside.
All'interno possiamo trovare una croce dipinta del faentino Pietro Lenzini, un altare maggiore con basamento in ferro decorato dell'imolese Germano Sartelli e un'acquasantiera del faentino Guido Mariani.

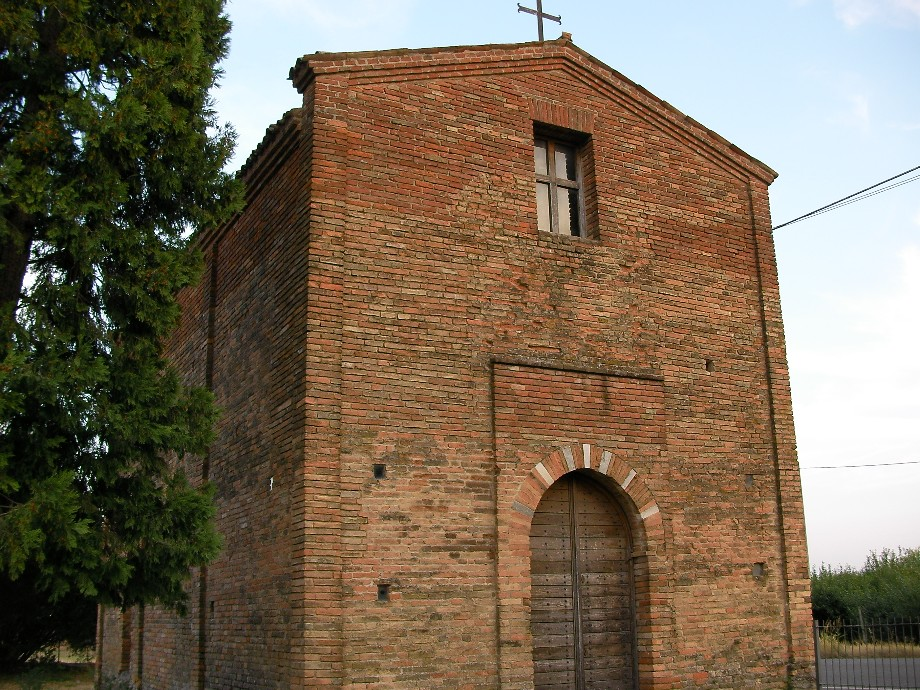
L'esterno della chiesa di San Lazzaro
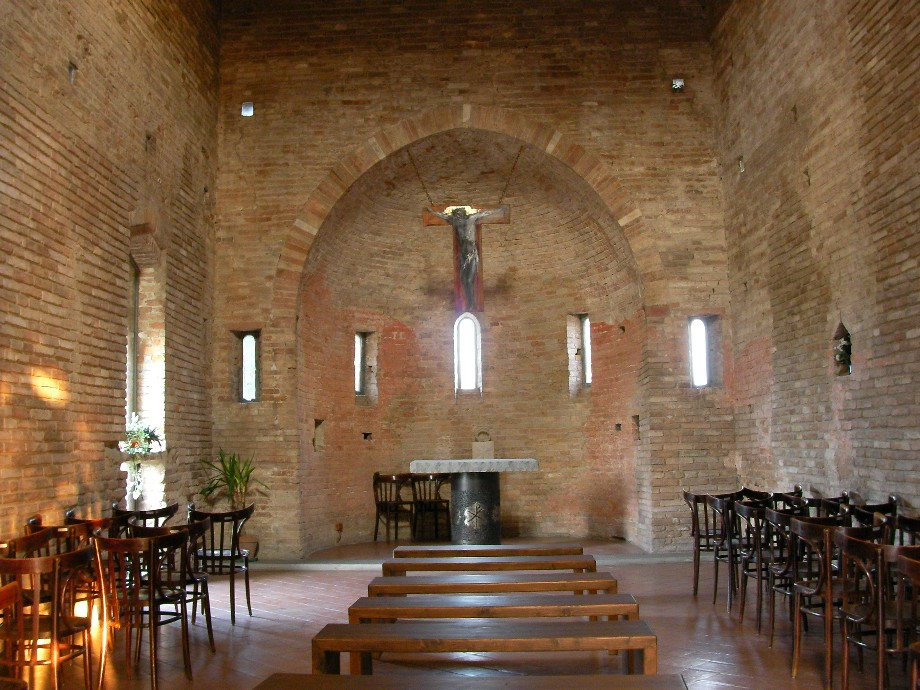
L'interno della chiesa di San Lazzaro
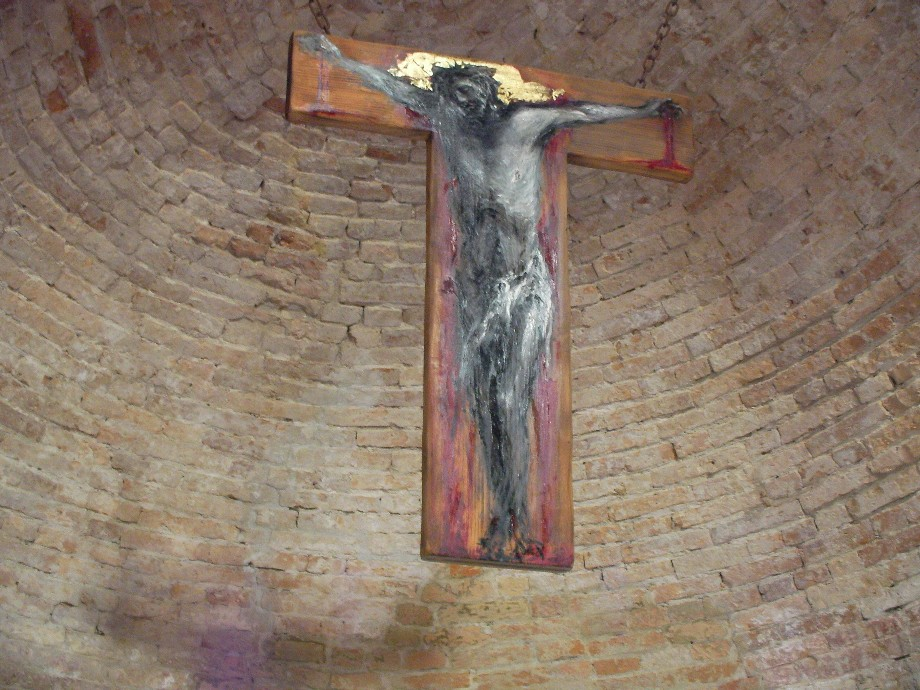
Il crocifisso
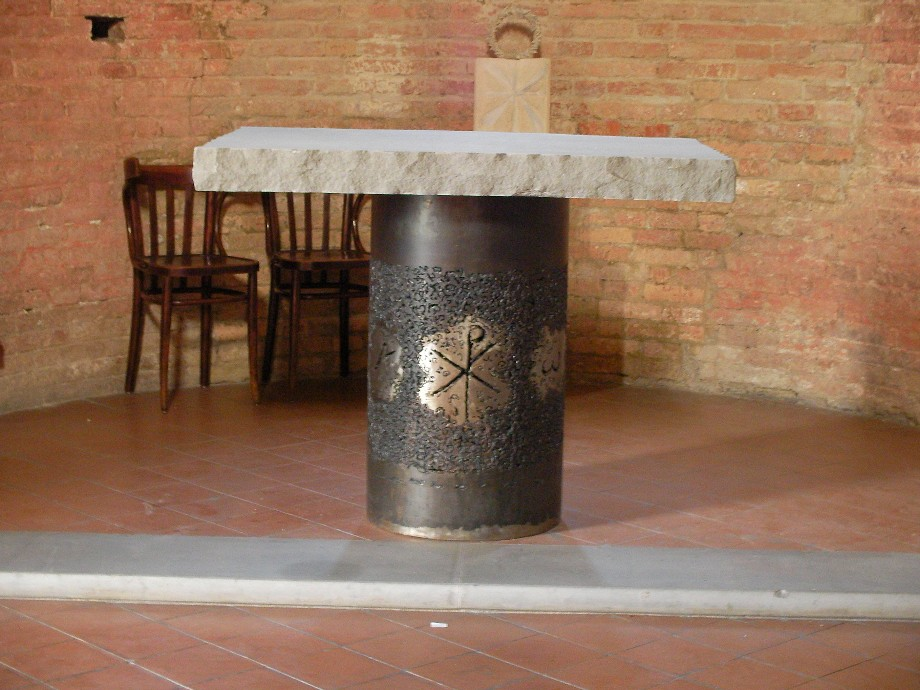
L'altare
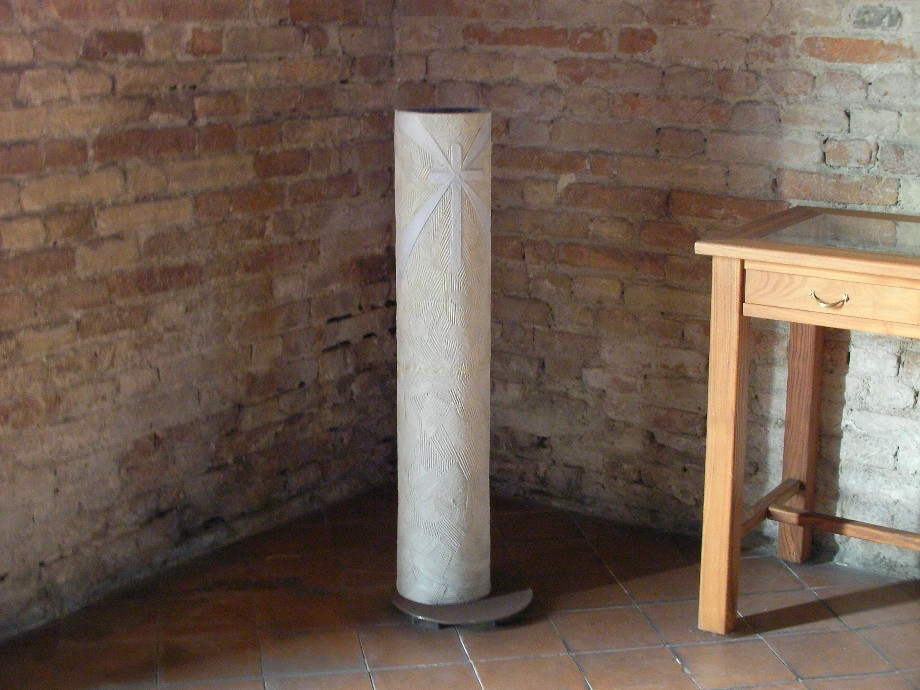
L'acquasantiera